# Retiro gratus
Espèce
Synonymes
- Auximus gratus Bryant, 1948

Retiro gratus est une espèce d'araignées aranéomorphes de la famille des Macrobunidae.

## Distribution
Cette espèce est endémique de la province de La Vega en République dominicaine,. Elle se rencontre dans la cordillère Centrale entre Constanza et Jarabacoa.

## Description
La femelle holotype mesure 6,5 mm.

## Systématique et taxinomie
Cette espèce a été décrite sous le protonyme Auximus gratus par Bryant en 1948. Elle est placée dans le genre Retiro par Lehtinen en 1967.

## Publication originale
- Bryant, 1948 : « The spiders of Hispaniola. » Bulletin of the Museum of Comparative Zoology, vol. 100, p. 331-459 (texte intégral).